# Дъгова боа
Дъгова боа (Epicrates cenchria) е сухоземен вид вид боа, обитаваща Централна и Южна Америка. Дъговите бои са известни с атрактивните си иризиращи люспи — ефект, причинен от структурно оцветяване. Понастоящем са известни девет подвида, в това число и описаният тук номинален подвид.

## Географско разпространение
Дъговата боа обитава южните части на Централна Америка: Коста Рика и Панама. В Южна Америка се среща на изток от Андите в Колумбия, Венецуела, Тринидад и Тобаго, Гвиана, Суринам, Френска Гвиана, Бразилия, Еквадор, Перу, Боливия, Парагвай и северна Аржентина.

## Описание
Дължината на дъговата боа достига до 2 метра, но обикновено е 150 — 170 cm. Основният фон на окраската на тялото е от кафеникав до червеникав с големи светли петна оградени от тъмни пръстени но протежението на гърба. От страни на тялото тъмните петна са с по-малки размери и с полулунна форма.

## Размножаване
Дъговата боа е живороден вид. Бременността продължава 5 месеца. Ражда от 8 до 15 змийчета с дължина около половин метър. Младите индивиди започват активно да ловуват 10 – 20 дни след първото линеене.

## Отглеждане в плен
Въпреки специфичните си изисквания към влажността и температурата на терариума, този вид змии често се предлагат като домашни любимци.
През 1980-те и началото на 1990-те, голям брой дъгови бои биват експортирани от Суринам. Днес се експортират много по-малко и повечето предлагани за продажба екземпляри са изкуствено развъдени. Поради необходимостта им от висока влажност на въздуха, този вид змии се смятат за средно сложни за отглеждане в изкуствени условия, но ако това условие бъде изпълнено, понасят добре живота в плен. Младите индивиди често хапят, но при редовно хващане проявяват тенденция да свикват с човека и да се опитомяват.

## Подвидове
- E. c. alvarezi – Аржентинска дъгова боа
- E. c. assisi
- E. c. barbouri
- E. c. cenchria – Бразилска дъгова боа
- E. c. crassus – Парагвайска дъгова боа
- E. c. gaigei – Перуанска дъгова боа
- E. c. hygrophilus
- E. c. maurus – Колумбийска дъгова боа
- E. c. polylepis